# Kengo Mashimo
Kengo Mashimo (真霜拳號 Mashimo Kengo?) (25 de noviembre de 1978) es un luchador profesional japonés, principalmente famoso por sus apariciones en Kaientai Dojo.

## Carrera

### Kaientai Dojo (2001-presente)
Mashimo debutó en Kaientai Dojo en abril de 2002 después de haber sido uno de sus primeros aprendices. A diferencia del resto de luchadores de la promoción, que usaba un estilo de lucha aéreo, Kengo se destacó por usar shoot wrestling, y nada más tener su primer combate obtuvo una larga racha de victorias por knockout, que duraría meses. Su primera derrota no sería sino ante Isami Kodaka, con quien entró en un breve feudo. Aunque Kengo no resultó victorioso, se ganó el apoyo del público, y se perfiló face a pesar de luchar en solitario y sin unirse a ninguno de los stables de la empresa. En febrero de 2003, Mashimo se enfrentó a nada menos que al miembro de New Japan Pro Wrestling Jushin Thunder Liger, siendo derrotado. Sin embargo, Kengo aprovechó el impulso y, después de una infructuosa participación con Hi69 en un torneo por el UWA/UWF Intercontinental Tag Team Championship, comenzó a realizar apariciones en empresas como Fighting of World Japan, All Japan Pro Wrestling y New Japan Pro Wrestling, llegando a tener una oportunidad contra Heat por el IWGP Junior Heavyweight Championship. 
A su retorno a Kaientai Dojo, Kengo tornó a heel y alió con 296, KAZMA y Kunio Toshima para formar el stable Kinnito. El grupo fue enormemente exitoso, con Kengo y KAZMA siendo los primeros dueños del Strongest-K Tag Team Championship tras vencer a TAKA Michinoku & Ryota Chikuzen y ganando también los UWA/UWF Intercontinental Tag Team Championship contra ellos, convirtiéndose en campeones unificados. Meses después, después de la adhesión de Ryota a Kinnito, Mashimo ganó el torneo Strongest-K 2005 derrotando a Yuji Hino en la final. El mismo año, Kaientai Dojo se separó en dos marcas, GET y RAVE, con Kinnito al completo siendo transferido a GET. Comenzado 2006, Kengo & KAZMA perdieron los títulos ante Makoto Oishi & Shiori Asahi. Tras la derrota, una discusión comenzó entre los miembros Kinnito, la cual empeoró cuando Toshima se volvió contra ellos para salvar a TAKU Michinoku de una paliza a manos de Mashimo, KAZMA y Ryota. Después de derrotar a Toshima, Mashimo declaró que no toleraría más distracciones en su búsqueda de convertirse en el as de Kaientai Dojo, y ganó de nuevo el Strongest-K 2006 ante Saburo Inematsu. Entonces, sorprendentemente, Mashimo abandonó Kinnito y se movió a la marca RAVE, convirtiéndose de nuevo en un luchador solitario como al principio de su carrera, a pesar de los intentos de los grupos New Standard, Kashiwa Gumi y Boso Heroes de reclutarle. Dos meses después, Mashimo ganó el Strongest-K Championship ante JOE, volviéndose face y siendo proclamado el nuevo as de la promoción.
Llegado a ese punto, Kengo inició una rivalidad con el recién desenmascarado Madoka, quien le disputaba su recientemente conseguida fama. A pesar de ello, después de que Mashimo retuviera su título ante Madoka, ambos demostraron gran respeto mutuo y formaron un tag team, compitiendo y ganando la Kaientai Dojo Tag League 2007 ante Makoto Oishi & Shiori Asahi. La fama del equipo creció, y a mediados de 2007, Madoka y Kengo ganaron la Differ Cup 2007 en Global Pro Wrestling Alliance, batiendo a Ikuto Hidaka & Osamu Namiguchi, Black Emperor & Pentagón Viper y HARASHIMA & Kota Ibushi hasta alcanzar la victoria final y llevar el trofeo a Kaientai Dojo. De nuevo en la actividad regular, Mashimo debió enfrentarse a sus antiguos compañeros de Kinnito, KAZMA y Ryota Chikuzen, quienes buscaban venganza contra él y le retaron por ello a sendos combates por el Strongest-K Championship. Sin embargo, apoyado por Madoka, Mashimo ganó contra ambos, y no contento con eso, arrebató a Chikuzen y KAZMA el Strongest-K Tag Team Championship que custodiaban, gracias de nuevo a su compañero. Poco tiempo después, cuando las marcas GET y RAVE se hubieron fundido de nuevo, Madoka y Kengo tuvieron a Boso Boy Raito como tercer miembro, pero nunca llegaron a formar un grupo consolidado, y el dúo perdió el campeonato por parejas ante Handsome (TAKA Michinoku & JOE), después de que Michinoku hubiera fracasado en el intento de ganar el Strongest-K Championship ante Mashimo y jurara venganza por ello. A finales de 2007, Mashimo se reconcilió con KAZMA y Chikuzen en el combate de retiro de este último, derrotando con ellos a Handsome & Taishi Takizawa.
A inicios de 2008, Mashimo entró en un feudo interpromocional con el luchador de Big Japan Pro Wrestling Daisuke Sekimoto.

## En lucha
- Movimientos finales
  - Mudo[1][2] (Scissored armbar)
  - Shinken[1] (High-speed roundhouse kick a la cabeza del oponente)
  - Vertical drop brainbuster,[1][2] a veces desde una posición elevada

- Movimientos de firma
  - Armbreaker
  - Belly to back suplex
  - Brainbuster
  - Cross armbar
  - Deadlift wheelbarrow suplex
  - Fisherman DDT
  - Fujiwara armbar
  - German suplex
  - Headbutt
  - Inverted cross armbar
  - Kimura lock
  - Knee strike
  - Lifting DDT
  - Sleeper hold
  - Varios tipos de kick:
    - Katana[1] (Spin a la cara de un oponente arrodillado)
    - Tsunami[3] (Springboard spinning heel)
    - Drop
    - High-speed sole
    - Múltiples stiff roundhouse al torso del oponente
    - Múltiples stiff shoot al pecho del oponente
    - Savate
    - Super

- Apodos
  - "Assassin"[1]

## Campeonatos y logros
- All Japan Pro Wrestling
  - World Tag Team Championship (1 vez) – con Kai

- Big Japan Pro Wrestling
  - BJW Tag Team Championship (1 vez) - con Madoka

- Dramatic Dream Team
  - Union Non-Certified US Heavyweight Championship (1 vez)

- Global Pro Wrestling Alliance
  - Differ Cup Tag Tournament (2007) - con Madoka

- Kaientai Dojo
  - Strongest-K Championship (3 veces)
  - Strongest-K Tag Team Championship (5 veces) - con KAZMA (1), Madoka (1), Daigoro Kashiwa (1), HIROKI (1) y TAKA Michinoku (1)
  - UWA/UWF Intercontinental Tag Team Championship (1 vez) - con KAZMA
  - WEW Hardcore Tag Team Championship (2 veces) - con Ryuichi Sekine
  - Chiba Six Man Tag Team Championship (1 vez) - con TAKA Michinoku & Isami Kodaka
  - NWA United National Heavyweight Championship (1 vez)
  - Strongest-K Tournament (2005)
  - Strongest-K Tournament (2006)
  - Strongest-K Tournament (2008)
  - Strongest-K Get (2005)
  - Strongest-K Tag Team Tournament (2005) - con KAZMA
  - Kaientai Dojo Tag League (2004) - con Kunio Toshima
  - Kaientai Dojo Tag League (2007) - con Madoka
  - Kaientai Dojo Tag League (2008) - con Madoka
  - Kaientai Dojo Tag League (2011) - con Ryuichi Sekine
  - Kaientai Dojo Tag League (2012) - con TAKA Michinoku
  - K-Survivor Tournament (2003) - con SUPER-X, MIYAWAKI, Kunio Toshima, Mike Lee, Jr. & Yuu Yamagata
  - K-Award Luchador del año (2006)
  - K-Award Luchador del año (2007)
  - K-Award Luchador del año (2008) compartido con Makoto Oishi
  - K-Award Luchador del año (2011)
  - K-Award Equipo del año (2011) con Ryuichi Sekine
  - K-Award Lucha del año (2006) contra JOE el 9 de octubre
  - K-Award Lucha del año (2007) contra TAKA Michinoku el 4 de septiembre
  - K-Award Lucha del año (2008) contra Yuji Hino el 9 de agosto
  - K-Award Lucha del año (2011) contra Yuji Hino el 18 de junio
  - K-Award Lucha en parejas del año (2004) con Kunio Toshima contra Heat & Ryusuke Taguchi el 11 de septiembre
  - K-Award Lucha en parejas del año (2005) con KAZMA contra YOSHIYA & Apple Miyuki el 9 de octubre
  - K-Award Lucha en parejas del año (2006) con Madoka contra JOE & Yasu Urano el 10 de diciembre
  - K-Award Lucha en parejas del año (2010) con HIROKI contra Taishi Takizawa & Kaji Tomato el 15 de agosto

## Récord en artes marciales mixtas
| Resultado | Récord | Oponente          | Método             | Evento                  | Fecha                   | Ronda | Tiempo | Localización | Notas |
| --------- | ------ | ----------------- | ------------------ | ----------------------- | ----------------------- | ----- | ------ | ------------ | ----- |
| Derrota   | 0-2    | Hirohide Fujinuma | TKO (puñetazos)    | DEEP - 9th Impact       | 5 de mayo de 2003       | 1     | 2:09   | Tokio, Japón |       |
| Derrota   | 0-1    | Tenshin Matsumoto | Decisión (unánime) | ZST - The Battlefield 1 | 23 de noviembre de 2002 | 2     | 5:00   | Tokio, Japón |       |